# Station Flint
Flint is een spoorwegstation van National Rail in de plaats Flint in Wales. Het station is eigendom van Network Rail en wordt beheerd door Transport for Wales. 

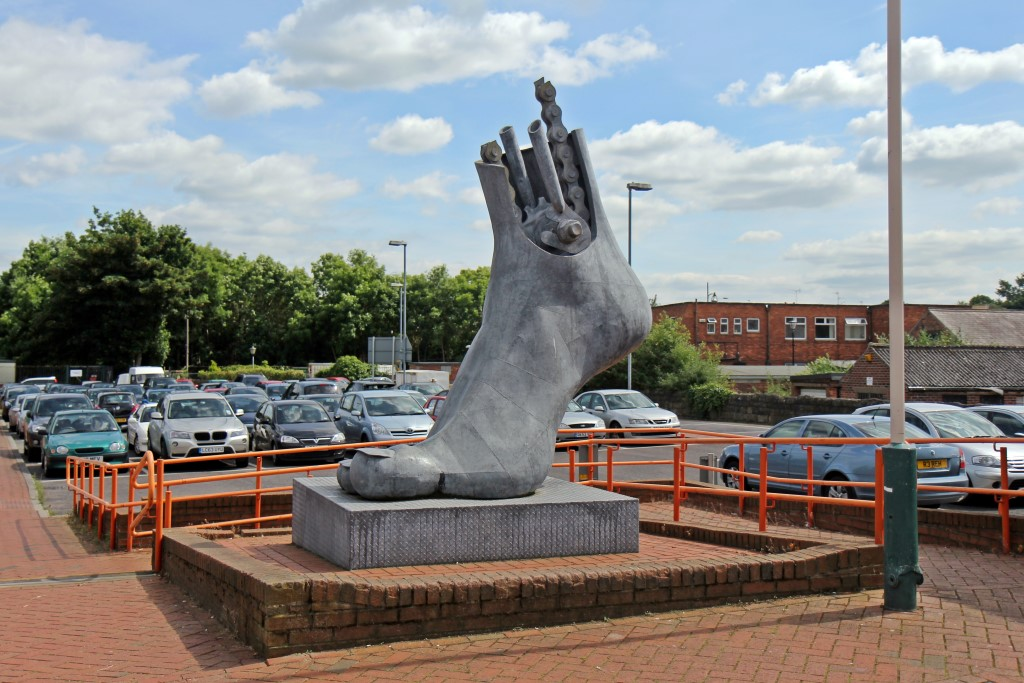
Beeld "Footplate" op stationsplein